# Chiachkotan
L'île Chiachkotan (russe : Шиашкотан ; japonais : 捨子古丹島 ; Shasukotan, parfois Shasukotan-tō, est une île volcanique inhabitée située près du centre de la chaîne des îles Kouriles en mer d'Okhotsk, dans le nord-ouest de l'océan Pacifique. Elle est séparée d'Ekarma par le détroit d'Ekarma.

## Description

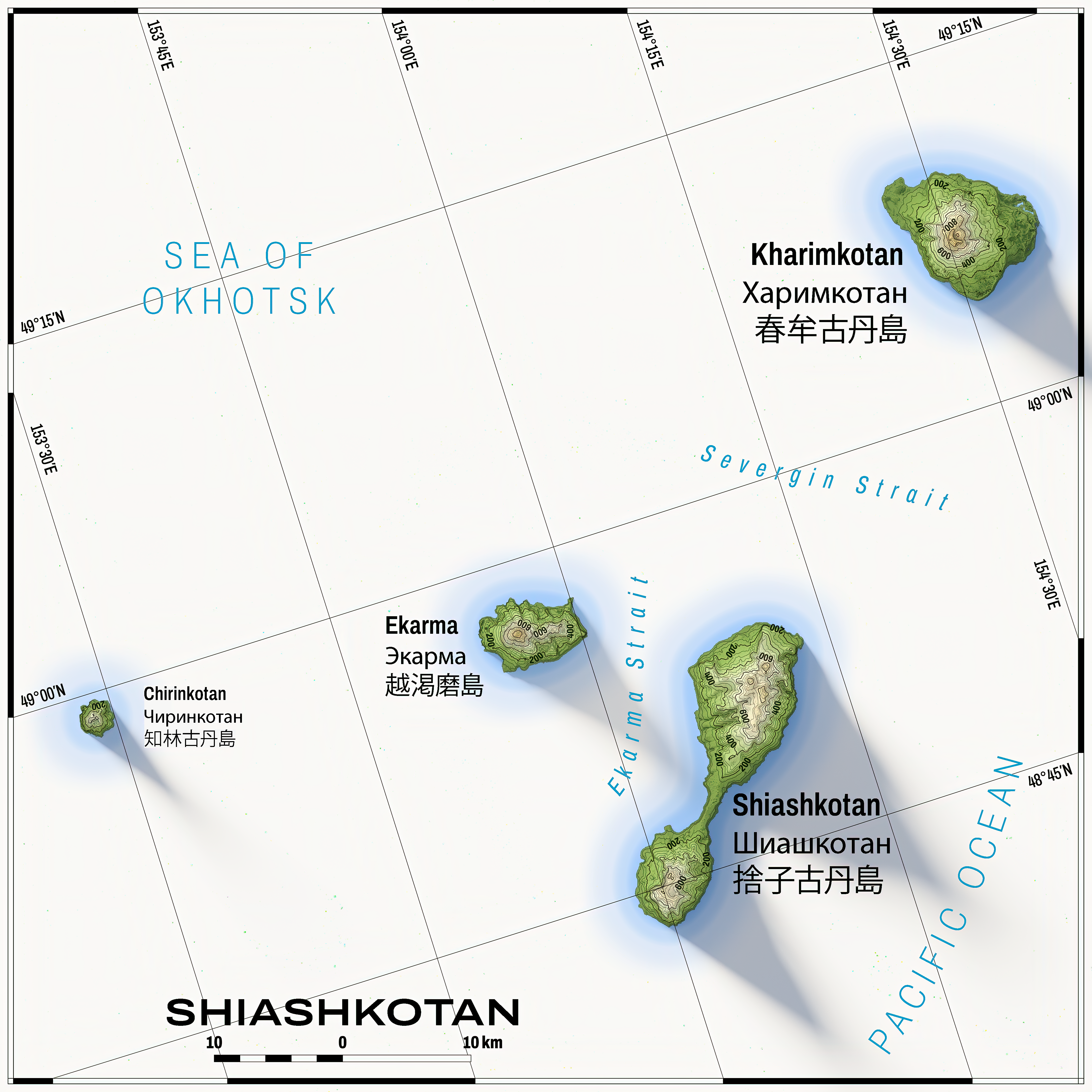
Carte de Chiachkotan

Chiachkotan est composé de deux îles volcaniques réunies par un étroit cordon littoral. Elle s'étend sur une longueur de 25 km pour une largeur de 9 km au plus large et de moins de cent mètres au moins large. Les deux extrémités de l'île sont des stratovolcans complexes, ce qui ne rend l’atterrissage possible que sur l'isthme sablonneux.
- Le Pic Sinarka (Russe : влк. Синарка ; Japonais : 黒 岳 ; Kurodake), s'élève à 934 m au-dessus du niveau de la mer et occupe l'extrémité nord de l'île dont il est le point le plus élevé. Des éruptions historiques se sont produites en 1825-1750, 1846, 1855 et la dernière, la plus importante, de 1872 à 1878. À l'est de ce volcan se trouve un champ géothermique nommé champ de solfatara qui a plus de cent fumeroles et des éruptions d'eau chaude pouvant atteindre 1,5 m de haut[1].
- Le Pic Kuntomintar (Russe : влк.Китаио ; Japonais : 北 硫黄 岳 ; Kitaiō-dake), occupe l'extrémité sud de l'île. Un cône central remplit une caldeira de 4 à 4,5 km de diamètre. Il y a aussi une deuxième caldeira côté ouest. La seule activité postglaciaire connue de Kuntomintar sont des fumeroles continus près de la paroi Est de la caldeira intérieure et des poussées de soufre chaud à proximité[2].

## Histoire
L'île a été habité par les Aïnous, qui ont abandonné la chasse et la pêche au moment du contact européen. Elle apparaît dès 1644 sur une carte officielle montrant les territoires du clan Matsumae et son appartenance est officiellement confirmée par le shogunat Tokugawa en 1715. Par la suite, elle est réclamée par l'Empire russe. La souveraineté est transmise à la Russie par le traité de Shimoda. 
Au cours d'une éruption en 1872, les autorités russes constatent que treize personnes sont mortes. Lorsque l'île repasse dans l'empire du Japon en vertu du traité de Saint-Pétersbourg (1875), avec le reste des îles Kouriles, il ne reste plus aucun habitant sur l'île, ceux-ci ayant choisi d'immigrer vers la juridiction russe du Kamtchatka. 
L'île était autrefois administrée dans le cadre de la sous-préfecture de Nemuro. En 1893, neuf membres de la Chishima Protective Society dirigée par Gunji Shigetada ont tenté de s'y établir mais lorsqu'un navire est revenu un an plus tard, cinq des colons étaient déjà morts, et les quatre autres étaient gravement malades du béribéri. 
Après la Seconde Guerre mondiale, l'île passe sous le contrôle de l'Union soviétique et est depuis administrée dans le cadre de l'oblast de Sakhaline.